# Vicent Ventura i Beltran
Vicent Ventura i Beltran (Castelló de la Plana, 1924 - València, 25 de desembre de 1998) fou un polític i periodista valencià.

## Biografia
De jovenet milità a la Falange Española de las JONS i el 1949 col·laborà a Levante i Jornada, però aviat l'abandonà, influït per Dionisio Ridruejo. El 1962 fou un dels fundadors del Partit Socialista Valencià (PSV). Participà en el IV Congrés del Moviment Europeu, celebrat a Múnic. De retorn del Congrés, les autoritats espanyoles li impediren l'entrada, per la qual cosa establí la seua residència a París. El 1964 aconseguí tornar a València, però fou confinat a Dénia durant mig any. Açò no li impedí continuar el seu treball al si del partit i en les poques iniciatives antifranquistes que es podien realitzar en aquell temps. Més tard fundà l'agència de publicitat Publipress. A partir de 1966 començà a fer col·laboracions amb la premsa valenciana ("Levante"), barcelonina (La Vanguardia) i madrilenya (Madrid, Informaciones). També va col·laborar amb Valencia-fruits, Avui i Serra d'Or.
Fou una de les primeres veus de l'esquerra nacionalista en defensar la integració en l'aleshores nou-nata Comunitat Econòmica Europea (CEE). Després de la desaparició del PSV, participà en la constitució del Partit Socialista del País Valencià (PSPV). El 1977 publicà Política per a un país (1977), d'on destacava la necessitat de la recuperació de les senyes d'identitat i de l'autoestima valencianes en un marc de construcció europea. El seu protagonisme al partit anà decreixent quan aquest es vinculà al PSOE i s'imposaren les línies reformistes, abandonant el PSPV abans que es fera efectiva l'absorció del partit nacionalista per part del PSOE. El 1983 promou, junt a Josep Lluís Albinyana, Adolf Beltran Català, Josep Lluís Blasco, Doro Balaguer i altres, una coalició electoral entre el Partit Nacionalista del País Valencià i l'Esquerra Unida del País Valencià històrica, que acabaria sent el partit Unitat del Poble Valencià. El 1989 participà en la llista de l'Esquerra dels Pobles al Parlament Europeu, vinculada a la UPV, si bé problemes en aquesta coalició (encapçalada per Euskadiko Ezkerra) li impediren ocupar l'escó pel temps acordat.
L'any 1990 va ser nomenat Miquelet d'Honor per la Societat Coral el Micalet de València. L'any 1997 fou guardonat amb el Premi Creu de Sant Jordi. El 1995 Vicent Ventura va rebre la Medalla de la Universitat de València, en un acte solemne celebrat al Paranimf de La Nau. La Universitat ha editat un recull d'articles de Ventura amb el títol ‘Un home de combat’.
Una comissió de personalitats integrada per representants de les universitats de València i Jaume I de Castelló; els sindicats STEPV, CCOO, UGT i Unió de Llauradors i Ramaders, així com la Unió de Periodistes Valencians atorga anualment el Premi Vicent Ventura, que s'atorga a una persona o col·lectiu que s'haja distingit per la seua trajectòria cívica, democràtica i de compromís amb el País Valencià. Fins ara han estat guardonats amb el Premi Vicent Ventura personalitats i institucions com ara Josep Lluís Bausset (2000), Escola Valenciana (2001), Ferran Sanchis Cardona (2002), la Societat Coral El Micalet i Frederic Jordà (2003), Bernat Capó (2004), Manuel Safont (2005), Trini Simó i Enric Tàrrega (2006), el Col·legi Públic Censal de Castelló (2007), Francesc de Paula Burguera (2008), la revista Saó (2009), Paco Muñoz (2010), Rosa Serrano (2011), Pere Miquel Campos (2012); Rosa Solbes i Albert Sánchez-Pantoja (en 2013); Tudi Torró i Lluís Miquel Campos (2014); Vicent Olmos i L'Aplec dels Ports (en 2015); Josep Forcadell i La Cívica d'Alacant (2016); Adolf Beltran i El Camí (2017); Al Tall i El Genovés (2018); Josep Lluís Pitarch i l'escola infantil La Lluna, en 2019; Maria Conca i Gustau Muñoz, en 2020; l'associació El Tempir, d'Elx, i l'arqueòleg Josep Lluís Viciano, en 2021; Josep Maria Jordan Galduf i Publicacions de la Universitat de València, en 2022; Juli Sanchis (Harca), Ferran Zurriaga i el Grup per la Recerca de la Memòria Històrica de Castelló (2023); i Carmen Agulló, Josep Iborra (a títol pòstum) i l’Arxiu de la Democràcia d’Alacant, en 2024.
En 2024, centenari del naixement de Vicent Ventura, una comissió encapçalada per la seua neboda, Anna Aguilar, i per l'assagista Francesc Pérez Moragón, ha impulsat l'edició de tres llibres i d'un àlbum fotogràfic, cicles de conferències i debats, un documental i una exposició.
Vicent Ventura és autor de les obres: Política per a un país (València: Eliseu Climent, 1977, col. "Tres i Quatre" 34), El País Valencià. Amb fotografies de Francesc Jarque (Barcelona: Publicacions Abadia de Montserrat, 1978) i L’ofici que em furtaren. La transició amb ulls de periodista (Institució Alfons el Magnànim, 2025).
Hi ha publicat el llibre d'entrevistes per Adolf Beltran, Vicent Ventura. Converses amb un ciutadà, València: Tàndem, 1993, col·lecció "Tàndem de la Memòria".